# I Feel Fine/She's a Woman
I Feel Fine/She's a Woman è l'ottavo singolo discografico del gruppo musical britannico The Beatles, pubblicato nel 1964.

## Tracce
Testi e musiche di John Lennon e Paul McCartney.
1. I Feel Fine – 2:20
2. She's a Woman – 2:57

## Formazione
- John Lennon - voce, chitarra
- Paul McCartney - voce, basso
- George Harrison - chitarra elettrica
- Ringo Starr - batteria